# Aldeia Nova (livro)
Aldeia Nova é um livro de contos de Manuel da Fonseca escrito em 1942. Foram escritos a partir do fim dos anos 20 até ao fim da década de 30. Alguns foram publicados em jornais e revistas literárias.

## Contos
Os 12 contos contidos no livro são:
1. Campaniça
2. O primeiro camarada que ficou no caminho
3. O ódio das vilas
4. Sete-estrelo
5. Névoa
6. A Torre da Má Hora
7. A visita
8. Viagem
9. Mestre Finezas
10. Aldeia Nova
11. Maria Altinha
12. Nortada

## Descrição
Cinco destes contos foram criados a partir de acontecimentos vividos por pessoas da sua família, uns assistidos e outros relatados, sendo os restantes situações fictícias da autoria de Manuel da Fonseca. Exploram-se neste texto neo-realista muitas áreas da sociedade e da humanidade.